# Wild at Heart (film)
Wild at Heart är en amerikansk långfilm från 1990 i regi av David Lynch, som även skrivit filmens manus. Manuset baseras på en roman av Barry Gifford.

## Handling
Sailor (spelad av Nicolas Cage) och Lula (Laura Dern) är förälskade i varandra. Mot sig har de Lulas mor som hatar Sailor. På en fest skickar modern en knivmördare efter Sailor, som Sailor slår ihjäl. För det får han två års fängelse. När han kommer ut drar han och Lula iväg mot New Orleans. Modern skickar ut en detektiv och en mördare på jakt efter Sailor.

## Om filmen
Filmen tilldelades Guldpalmen vid Filmfestivalen i Cannes 1990 och var samma år öppningsfilmen på första Stockholms filmfestival.

## Rollista (urval)
- Nicolas Cage - Sailor Ripley
- Laura Dern - Lula Fortune
- Willem Dafoe - Bobby Peru
- J.E. Freeman - Marcelles Santos
- Crispin Glover - Kusin Dell
- Diane Ladd - Marietta Fortune
- Calvin Lockhart - Reggie
- Isabella Rossellini - Perdita Durango
- Harry Dean Stanton - Johnnie Farragut
- Grace Zabriskie - Juana Durango
- Sherilyn Fenn - Flicka i olycka
- David Patrick Kelly - Dropshadow